# Association Solidarité Féminine
De Association Solidarité Féminine (ASF) is een non-profitorganisatie in Casablanca, Marokko, die alleenstaande moeders helpt werkervaring op te doen door hen te trainen in het restaurant, de bakkerij en de hamam van de vereniging.   

## Geschiedenis
De ASF werd in 1985 opgericht in Casablanca door de Marokkaanse vrouwenrechtenactiviste Aïcha Chenna. In 1988 opende het eerste centrum van de vereniging zijn deuren in Tizi Ouasli.
Solidarité Féminine biedt alleenstaande moeders en hun kinderen een kans om te integreren in de samenleving met behoud van hun waardigheid. Dankzij Aïcha Chenna konden veel kinderen die een moeilijke jeugd hadden en die hun jeugd in ellende doorbrachten, zich opwerken in de samenleving.

## Doelstellingen
De vereniging heeft één hoofddoel: voorkomen dat kinderen in de steek worden gelaten door de (economische en sociale) rehabilitatie van hun moeders. Om dit te doen, heeft de vereniging in januari 2003 een strategie ingevoerd die vijf specifieke doelstellingen nastreeft:
- Communicatie
- Begeleiding
- Integratie
- Vorming
- Ontwikkeling

## Werking
Voor de vereniging is fondsenwerving onvermijdelijk. Aïcha Chenna startte met een verenigingsrestaurant om fondsen te werven. In 2004 opende ze een fitnesscentrum nabij het centrum van de vereniging. De inkomsten zijn ook gebaseerd op donaties of, als alternatief, op het geld dat wordt binnengebracht door de meerdere prijzen die de vereniging heeft gewonnen. De president promoot de vereniging ook door het geven van interviews over de hele wereld om over haar project te praten en de "problemen" die ze tijdens haar werk tegenkomt aan het licht te brengen.
In 1996 gepubliceerde Chenna het boek Miséria, waarin de geschiedenis van de vereniging werd verteld en getuigenissen van vrouwen werden opgenomen.
Om haar doelstellingen te bereiken, heeft de vereniging drie operationele sectoren:
- Het "Steunpunt voor Moeders in Nood" (Centre de soutien aux Mères en Détresse, CSMD)
- Kinderdagverblijven op elk van de drie trainingslocaties
- Training met inkomstengenererende toepassingen (restaurants, banketbakkers, cateringservice, naaiatelier, hamam, cafetariabeheer, verkoopkiosken)

Op 20 februari 2015 werd een partnerschap ondertekend tussen The SMarT Foundation en de Association Solidarité Féminine. Deze overeenkomst zal de toegang van alleenstaande moeders tot de werkplek vergemakkelijken en hen helpen het zelfvertrouwen als verantwoordelijke en financieel onafhankelijke moeders terug te krijgen. 

## Onderscheidingen
Aïcha Ech-Chenna, Marokkaanse activiste en stichtend voorzitter van de Association Solidarité Féminine heeft al onderscheidingen ontvangen voor haar werk. Hiertoe behoren de Opus-prijs (2009), een soort Nobelprijs voor humanitaire hulp, en de Mensenrechtenprijs van de Franse Republiek in 1995. In 2000 ontving ze de Médaille d'honneur van koning Mohammed VI en in 2009 won ze de Dona-prijs in El Ano in Italië. Ze werd in 2013 benoemd tot ridder in het Legioen van Eer van de Franse Republiek.